# Caudatella hystrix
Caudatella hystrix är en dagsländeart som först beskrevs av Jay R. Traver 1934.  Caudatella hystrix ingår i släktet Caudatella och familjen mossdagsländor. Inga underarter finns listade i Catalogue of Life.